# Краснопольский район (Сумская область)
Краснопольский район (укр. Краснопільський район) — упразднённое административно-территориальное образование в Сумской области Украины.

## Географическое положение
Краснопольский район расположен на востоке Сумской области (регион Слобожанщина). С ним соседствуют
Сумской,
Тростянецкий,
Великописаревский районы Сумской области,
Курская и
Белгородская области России.
Административным центром района является пгт (c 1956 года) Краснополье.
По территории района протекают реки
Псел,
Удава,
Рыбица,
Прикол,
Грязная (Конопелька),
Корова,
Пожня,
Дерновая,
Закобылья,
Тонкая,
Сыроватка.

## Население
Население района 34 113 жителей (2001), в том числе городское — 11 265 человек, сельское — 22 848 человек, в 1979 году было 46,6 тыс. человек (в том числе городское — 15 300 человек).

## История
Краснопольский район с центром в селе Краснополье образован в Сумском округе Харьковской губернии 7 марта 1923 года из территорий Краснопольской и Покровской волостей. С 27 февраля 1932 года до 10 января 1939 года был в Харьковской области. Временно упразднён по Указу от 30 декабря 1962 года, восстановлен 4 января 1965 года.
17 июля 2020 года в результате административно-территориальной реформы район вошёл в состав Сумского района.

## Административное устройство
Район включает в себя:
| - Поселковых советов: 2 - Сельских советов: 16 | - Посёлков городского типа: 2 - Посёлков: 4 - Сёл: 52 |

### Местные советы[5]
| - Краснопольский поселковый совет - Угроедский поселковый совет - Бранцовский сельский совет - Великобобрикский сельский совет - Грабовский сельский совет - Запсельский сельский совет - Малорыбицкий сельский совет - Мезеновский сельский совет - Миропольский сельский совет | - Осоевский сельский совет - Покровский сельский совет - Рясненский сельский совет - Самотоевский сельский совет - Сенновский сельский совет - Славгородский сельский совет - Турьянский сельский совет - Хмелевский сельский совет - Чернетчинский сельский совет |

### Населённые пункты[6]
| с. Александрия с. Бариловка с. Бранцовка с. Великая Рыбица с. Великий Бобрик с. Великий Прикол с. Верхняя Пожня с. Веселое с. Видновка с. Воропай с. Высокое с. Гапоновка с. Глыбное с. Гнилица с. Грабовское с. Груновка с. Думовка с. Запселье с. Земляное с. Ивахновка | пос. Каменное пгт Краснополье с. Лесное с. Лозовое пос. Майское с. Малая Рыбица с. Малый Бобрик с. Марченки с. Марьино с. Мезеновка с. Мирополье пос. Миропольское с. Михайловка с. Михайловское с. Мозговое с. Наумовка с. Новоалександровка с. Новодмитровка с. Окоп с. Осоевка | с. Петрушевка с. Покровка с. Поповка с. Порозок с. Проходы с. Рясное с. Самотоевка с. Сенное с. Славгород с. Степок с. Таратутино с. Турья пгт Угроеды с. Хвойное с. Хмелевка с. Чернетчина с. Юсуповка с. Ясенок |

#### Ликвидированные населённые пункты[7]
| с. Москалевка с. Просеки | с. Птушка с. Черемушки |

## Культура
- Районы побратимы Краснопольского района — Беловский и Суджанский районы Курской области России[8]

### Известные уроженцы
- Недрыгайло, Валентин Михайлович (1936—2005) — украинский политик, генерал-полковник милиции.

 Олейник Иван Фёдорович (1909—1993)— полный кавалер Ордена Славы, старшина минометной роты 117-го гвардейского стрелкового полка. Родился в с. Рясное.
- Богацкий, Егор Петрович (1917—1996) — советский танкист, участник Великой Отечественной войны, Герой Советского Союза, гвардии полковник. Родился  в селе Покровское.
- Фесенко, Ефим Васильевич (1909—19??) — советский военачальник, гвардии полковник. Родился  в селе Покровское.